# Ztracené adresy
Ztracené adresy jsou dokumentární cyklus České televize. Cílem dokumentů bylo seznámit se zaniklými obcemi v České republice. Premiéru měl cyklus dne 23. října 2011, kdy byl odvysílán díl věnovaný jizerskohorské obci Kristiánov.

## Jednotlivé díly
| Pořadí | Název dílu                              | Obec                         | Kraj                 | Archiv ČT |
| ------ | --------------------------------------- | ---------------------------- | -------------------- | --------- |
| 1      | Ztracené adresy – Kristiánov            | Kristiánov                   | Liberecký kraj       | spustit   |
| 2      | Ztracené adresy – Vařákovy paseky       | Vařákovy paseky              | Zlínský kraj         | spustit   |
| 3      | Ztracené adresy – Knížecí Pláně         | Knížecí Pláně                | Jihočeský kraj       | spustit   |
| 4      | Ztracené adresy – Katzelsdorf           | Katzelsdorfská myslivna      | Jihomoravský kraj    | spustit   |
| 5      | Ztracené adresy – Tamovice              | Tamovice                     | Moravskoslezský kraj | spustit   |
| 6      | Ztracené adresy – Žák                   | Žák                          | Praha                | spustit   |
| 7      | Ztracené adresy – Libkovice             | Libkovice                    | Ústecký kraj         | spustit   |
| 8      | Ztracené adresy – Hůrka                 | Hůrka                        | Plzeňský kraj        | spustit   |
| 9      | Ztracené adresy – Horní a Dolní Borková | Horní Borková, Dolní Borková | Jihočeský kraj       | spustit   |
| 10     | Ztracené adresy – Zhůří                 | Zhůří na Javorné             | Plzeňský kraj        | spustit   |
| 11     | Ztracené adresy – Nové Údolí            | Nové Údolí                   | Jihočeský kraj       | spustit   |
| 12     | Ztracené adresy – Stará Voda            | Stará Voda                   | Olomoucký kraj       | spustit   |
| 13     | Ztracené adresy – Herčivald             | Herčivald                    | Moravskoslezský kraj | spustit   |